# Маджура
Маджура или Манджура е историческо село в Източна Тракия, Турция, околия Малък Самоков, Вилает Лозенград, съществувало до 1913 година.

## География
Селото е било разположено по поречието на река Резвая (около 17 км от устието) в Странджа, на 4 километра западно от село Блаца.

## История
В XIX век Маджура е българско село във Василиковска каза на Османската империя. При потушаването на Илинденско-Преображенското въстание през 1903 година Маджура силно пострадва. Всичките 120 къщи са изгорени.
Според статистиката на професор Любомир Милетич в 1912 година в селото живеят 121 български семейства или 474 души.
При избухването на Балканската война в 1912 година 7 души от Маджура са доброволци в Македоно-одринското опълчение.
Населението на Маджура се изселва след Междусъюзническата война в 1913 година.

## Личности
Родени в Маджура
- Васил Димитров Деликостадинов, български свещеник и революционер, служил в цьрквата „Свети Георги” в Мързово и в църквата „Св. св. Константин и Елена” във Вургари[4]
- Георги Мавров Киряков (1872 - след 1943), български революционер, деец на ВМОРО
- Димитър Василев Деликостадинов (1860 - 1936), български свещеник и революционер, служил в родното си село в цьрквата „Свети Георги”[4]
- Ненчо Кротков (1870 - 1966), български революционер, деец на ВМОРО
- Никола Дъбов (1866 - след 1943), български революционер, деец на ВМОРО
- Стоян Калудов, български революционер, деец на ВМОРО